# 국도 제63호선 (이란)
국도 제63호선(Road 63, 페르시아어: جاده 63)은 이스파한주의 샤르자와 차하르마할에바흐티아리주 야수즈를 사이에 둔 총 연장 128km의 거리를 가진 이란의 일반 국도이다. 주요 경유지를 보면 샤르자에서 세미롬 사이의 구간은 자동차 전용도로로 지정되어 있다.